# Martin-chasseur des Moluques
Todiramphus diops
Espèce
Statut de conservation UICN

 LC  : Préoccupation mineure
Le Martin-chasseur des Moluques (Todiramphus diops) est une espèce d'oiseaux de la famille des Alcedinidae, endémique des îles Moluques, en Indonésie.